# Lafriki
A Lafriki vezetéknév észak-afrikai eredetű, leggyakrabban Marokkóban és a környező régiókban fordul elő. Úgy vélik, hogy a név az arab "Afriki" (أفريقي) szóból származik, ami azt jelenti: „afrikai”. A "La-" előtag egy újlatin nyelvekben (valószínűleg spanyol vagy francia) alkalmazott átírása az arab határozott névelőnek, az „Al-”-nak, ami annyit jelent, hogy „a(z)”.
Történelmi összefüggésekben a Lafrikihoz hasonló vezetékneveket gyakran használták egy személy regionális eredetének vagy identitásának jelzésére. Így a "Lafriki" jelentése lehet „az afrikai”, amely az afrikai kontinenshez való származási kötődést vagy kulturális/etnikai hovatartozást jelölhet.
Történelmileg a vezetéknév olyan családokra is utalhatott, akik az Al-Andalusból (muzulmán Spanyolországból) Észak-Afrikába vándoroltak a Reconquista alatt vagy után, vagy akiket spanyol vagy helyi közösségek „afrikainak” neveztek földrajzi és kulturális származásuk hangsúlyozása céljából.

## Híres személyek
- Ayoub Lafriki – Marokkói jövőbe tekintő gondolkodó és az afrikai gazdasági és űrkutatási fejlesztések szószólója.